# Hyperlänk
En hyperlänk eller bara länk är ett ord eller ett avsnitt av en text som hänvisar till ett annat textavsnitt. Text med hyperlänkar kallas hypertext. Syftet är att man inte ska behöva läsa eller söka igenom all förekommande text, utan snabbt och enkelt kunna förflytta sig till det avsnitt man är intresserad av. Hypertextsystem har funnits sedan 1967, men det dröjde mer än 20 år innan det blev tillgängligt på World Wide Web.

## Hyperlänkar på webben

### Historia
Det första riktiga hypertextsystemet skapades 1967, men det var först 1989 som den engelska forskaren Tim Berners-Lee vid partikelfysikinstitutet CERN i schweiziska Genève föreslog ett nytt datorbaserat hypertextsystem, eftersom mycket tid på institutet gick åt till att leta efter försvunna forskningsrapporter med mera. De följande två åren skapades och utvecklades systemet globalt och fick namnet World wide web. Fördelen med det nya systemet var att information som låg spridd på olika datorer över hela världen kunde göras tillgänglig och överskådlig. För att kunna använda systemet krävs en webbläsare. De första var svåranvända och det var först när NCSA i delstaten Illinois skapade webbläsaren Mosaic 1993 som webbanvändning bland allmänheten tog fart.

### Fakta
Hyperlänkar för webben är baserat på märkspråket HTML och hypertextprotokollet HTTP.
Det finns olika typer av hyperlänkar på webben. Den vanligaste leder till en annan webbsida. Genom att lägga in så kallade ankare i källkoden till webbsidan kan hyperlänken leda till ett annat avsnitt på samma webbsida, något som under webbens begynnelse kunde vara en mycket snabbare lösning. För övrigt finns det hyperlänkar som leder till datafiler som kan nedladdas och hyperlänkar som öppnar en e-postklient för att skicka e-post.
Hyperlänkar har ofta ett speciellt utseende och beteende för att underlätta användandet. I grafiska webbläsare visas till exempel hyperlänkar oftast understrukna och med blå färg, som i denna text. Ofta ändras muspekaren till en pekande hand när den placeras över en hyperlänk. Det är även vanligt att hyperlänkar som är besökta (lagrade i webbläsarens cache) får en annan färg, ofta lila.